# Universitas Jayabaya
Universitas Jayabaya – indonezyjska uczelnia prywatna zlokalizowana w Dżakarcie. Została założona w 1958 roku.

## Wydziały
- Fakultas Ekonomi
- Fakultas Teknik Sipil dan Perencanaan
- Fakultas Ilmu Sosial dan Politik
- Fakultas Hukum
- Fakultas Ilmu Komunikasi
- Fakultas Psikologi
- Fakultas Teknologi Industri
- Pascasarjana

Źródło: